# 10234 Sixtygarden
A 10234 Sixtygarden (ideiglenes jelöléssel 1997 YB8) a Naprendszer kisbolygóövében található aszteroida. Jana Tichá és Miloš Tichý fedezte fel 1997. december 27-én.